# 1983 en France
Chronologie de la France
- 1979
- 1980
- 1981
- 1982
- 1983
- 1984
- 1985
- 1986
- 1987

Cet article présente les faits marquants de l'année 1983 en France.

## Événements

### Janvier
- 5 janvier : création par décret du Groupe de sécurité de la présidence de la République (GSPR) chargé d'assurer la protection personnelle et immédiate du président de la République sur le territoire national ou lors de ses déplacements, dirigé par Christian Prouteau[1] ; ce dernier, impliqué dans l'« affaire des écoutes de l'Élysée » reconnaît avoir placé sur écoute 122 personnes entre janvier 1983 et mars 1986[2].
- 7 janvier : loi dite de décentralisation, relative à la répartition de compétences entre les communes, les départements, les régions et l’État (loi Defferre)[3]. Elle est complétée par celle du 22 juillet[4]. Poursuite de la décentralisation.  La commune gère l'urbanisme, le département l'éducation et l'action sociale, la région prend en charge le développement économique[5].
- 19 janvier :
  - loi modifiant l'ordonnance du 4 février 1959 relative au statut général des fonctionnaires ; elle institue une « troisième voie » d'accès à l'ENA réservée aux personnes ayant pendant au moins huit années exercé des fonctions importantes dans des organisations syndicales de salariés, des associations ou des mutuelles[6].
  - Maurice Papon est inculpé de crimes contre l'humanité[7].

### Février
- 2 février- 3 mars : conflit à l'usine Citroën d'Aulnay-sous-Bois[6] ; des incidents opposant des grévistes à des non-grévistes qui font plusieurs blessés. La direction de PSA prend des mesures de mises à pied conservatoires et congédie douze meneurs de grève, tous immigrés[8].
- 4 février : les partenaires sociaux concluent un accord qui étend le bénéfice de la retraite à 60 ans aux régimes de retraites complémentaires avec une aide de l’État accordée par la convention du 18 mars 1983[6].
- 5 février : à la faveur du changement du régime politique bolivien, le juge français Christian Riss obtient l'extradition vers la France du criminel de guerre Klaus Barbie qui s'était pendant de nombreuses années caché sous le nom de « Klaus Altmann »[9]. Chef de la Gestapo de Lyon entre 1942 et 1944, il s'est rendu coupable de nombreux crimes de guerre — tortures, exécutions sommaires, déportations et pillages — qui lui valurent d'être surnommé « le boucher de Lyon ».
- 21 février : Daniel Mayer est nommé président du Conseil constitutionnel[10].
- 23 février : 
  - mise en service à Toulon du premier sous-marin d’attaque à propulsion nucléaire, le Rubis[11].
  - décret de création du Comité consultatif national d'éthique[12].
- 24 février : lancement de la Peugeot 205[13].
- 28 février : commercialisation du premier disque compact en France[14].

### Mars

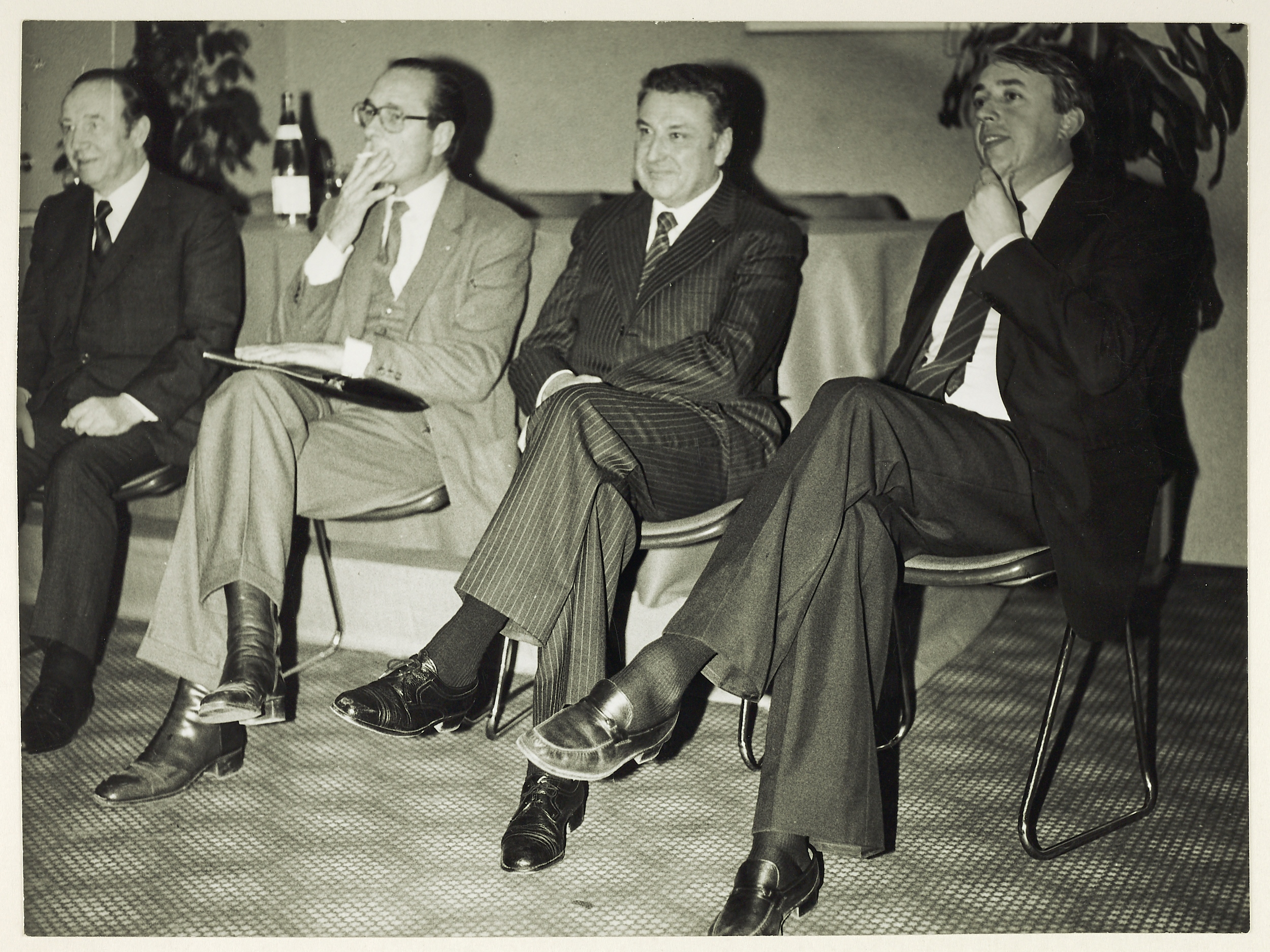
Jacques Chirac (à gauche) et Claude Champaud (au centre) aux élections municipales de 1983.

- 6-13 mars : élections municipales : succès des partis de l’opposition. La gauche perd une trentaine de ville de plus de 30 000 habitants[9]. À Paris, les listes liées à Jacques Chirac l’emportent dans vingt arrondissements. Le Front national remporte ses premiers succès électoraux, notamment à Dreux où une coalition RPR-FN remporte la ville au second tour[15].
- 21 mars : dévaluation du franc de 2,5 %[14].
- 22 mars : troisième gouvernement Pierre Mauroy ; Jean-Pierre Chevènement quitte le gouvernement ; Laurent Fabius le remplace comme Ministre de l'Industrie et de la Recherche. Le président Mitterrand après une semaine de réflexions où il reçoit les tenant de la gauche traditionnelle, partisans de la sortie du SME, que le Premier ministre appelle les « visiteurs du soir », se rallie au réalisme économique préconisé par Jacques Delors[16].
- 22 mars-20 mai : grève et manifestations des étudiants en médecine contre les projets de réforme de leurs études[6] (loi du 23 décembre 1982).
- 23 mars : le président François Mitterrand annonce à la télévision le second plan de rigueur[8].

- 25 mars : après l'échec de la politique de relance économique du gouvernement Mauroy à la suite du second choc pétrolier, la France adopte un plan de rigueur, qui consacre la conversion des socialistes au libéralisme[6]. La France connait alors une période de stagflation (14 % d'inflation et 1,3 % de croissance de PIB). Afin de remédier aux déséquilibres engendrés par le déficit de la balance des paiements (déficit à 3,3 % du PIB), le gouvernement Mauroy mène une politique de désinflation compétitive (hausse des prix fixée à 5 %). Un alourdissement de la pression fiscale est décidé (emprunt obligatoire égal à 10 % du montant de l'impôt, prélèvement de 1 % sur le revenu imposable, hausse des taxes sur les produits pétroliers, sur le tabac et les alcools) et un net freinage de la dépense publique est mis en œuvre[17]. Les déficits des grandes entreprises nationales sont systématiquement réduits[18].
- 28 mars : arrêté[19] et circulaire[20] qui renforcent le contrôle des changes afin de limiter l'évasion de capitaux français à l'étranger. Les Français, soumis au plan de rigueur qui leur interdit de sortir de l'argent du pays, sont obligés de passer leurs vacances en France. Chaque adulte a seulement le droit de changer 1 500 francs en devises étrangères pour toute l'année fiscale ; d'autre part leur carte de crédit est bloquée hors de France, les transferts financiers doivent être justifiés et sont aussi limités à 1 500 francs par trimestre[21].

### Avril
- 1er avril : entrée en vigueur de la vignette sur les alcools et mise en œuvre du forfait hospitalier[18] créé par la loi n° 83-25 du 19 janvier 1983[22].
- 5 avril : expulsion de 47 « diplomates » soviétiques de France, soupçonnés d'espionnage dans l'affaire Vladimir Vetrov[23].
- 21 avril : une « coordination nationale » est mise en place par les étudiants contre la loi Savary sur l'enseignement supérieur. Du 26 au 29 avril des manifestations souvent violentes ont lieu à Paris et en région[24].
- 25 avril : ouverture de la première ligne du métro de Lille, équipée de rames à conduite automatique intégrale VAL 206[25].

### Mai
- 20 mai : le professeur Luc Montagnier découvre le virus du Sida[14]. La découverte est publiée dans la revue Science à côté d’un autre article de Gallo et Essex impliquant le HTLV-1 (renommé Human T-Leukémia virus) comme cause du sida[26].
- 24 mai : manifestation d'étudiants à Paris contre les projets de réforme Savary de l'enseignement supérieur[9]. Affrontements violents avec les forces de l'ordre alors que débute à l'Assemblée l'examen en première lecture du projet de loi.

### Juin
- 2 juin : le poète et homme d'État sénégalais Léopold Sédar Senghor devient le premier Africain à être élu à l'Académie française[9].
- 3 juin  : manifestation de policiers à Paris après la mort de deux d'entre eux le 31 mai. Le 7 juin, des sanctions disciplinaires sont prises contre les policiers chargés du maintien de l'ordre à la suite des débordements qui ont suivi la manifestation. Le directeur général de la police nationale est relevé de ses fonctions, tandis que le préfet de police de Paris donne sa démission[8].
- 5 juin : Yannick Noah remporte la finale des Internationaux de France de tennis[27].
- 10 juin : création du musée de la Révolution française par le conseil général de l'Isère[28].
- 16 juin : lancement par la fusée Ariane 1 d'Oscar 10, premier satellite européen de communication opérationnel, construit par des radioamateurs dans le projet Amsat[29].
- 20 juin : Toumi Djaïdja, président de l'association SOS Avenir Minguettes, est grièvement blessé par un policier dans le quartier des Minguettes à Vénissieux[30]

### Juillet
- 1er juillet : entrée en vigueur de la vignette sur le tabac[18].
- 7 juillet : Le professeur André Roussel remet son rapport sobrement intitulé : "Impact médical des pollutions d'origine automobile". Il met en évidence l'impact du moteur diesel sur la santé humaine et notamment le cancer.
- 8 juillet-12 juillet : table ronde de Nainville-les-Roches qui réunit les délégations venues de Nouvelle-Calédonie du Front indépendantiste (futur FLNKS), conduite par Jean-Marie Tjibaou, et celle dite « loyaliste », résolument opposée à l'indépendance et conduite par le leader du RPCR Jacques Lafleur. Une déclaration est adoptée qui reconnait l'abolition du fait colonial par la reconnaissance à l'égalité de la civilisation mélanésienne, la légitimité du peuple kanak et son droit à l'indépendance. Le RPCR refuse de signer le texte[31].
- 9 juillet : mort de Toufik Ouanes, un enfant de neuf ans abattu par balles à la Cité des 4000 à La Courneuve par un voisin « excédé par le bruit »[32].
- 13 juillet :
  - loi Roudy sur la parité professionnelle[6].
  - loi n° 83-634 portant droits et obligations des fonctionnaires[6].
- 15 juillet : attentat terroriste à l'aéroport d'Orly, commis par l'Armée secrète arménienne de libération de l'Arménie[33]. Une bombe posée aux guichets d'enregistrement de la compagnie aérienne Turkish Airlines explose et provoque la mort de huit personnes et en blesse cinquante-six autres. Cet attentat visait la Turquie dans le cadre de la reconnaissance politique du génocide arménien, et de manière incidente la France dans le cadre du conflit israélo-palestinien, pour dénoncer sa présence militaire dans le sud du Liban.
- 21 juillet :
  - loi relative à la sécurité des consommateurs[34].
  - le groupe Peugeot-Talbot annonce 7 371 suppressions d'emplois, soit 9 % des effectifs du groupe[8].
- 22 juillet : Jacques Delors, ministre de l'Économie, lors d'une interview à TF1, critique sévèrement la gestion de la direction de Peugeot-Talbot qui a perdu des parts de marché et ne demande pas à ses actionnaires un effort suffisant[35].

### Août
- 1er août : baisse du taux du livret A et du Codevi[36].
- 3 août : création de l'Union des organisations islamiques en France[37].
- 10 août : la France déclenche l’« opération Manta » au Tchad. Les troupes françaises interviennent dans le conflit tchado-libyen pour soutenir Hissène Habré[38].
- 14-15 août : pèlerinage de Jean-Paul II à Lourdes[33].

### Septembre
- 4 septembre : percée électorale du Front national (FN) lors du premier tour de l'élection municipale partielle de Dreux : 17,6 % des voix pour Jean-Pierre Stirbois. Le RPR et l'UDF concluent un accord avec le FN et remportent le second tour le 11 septembre face à la liste socialiste[33].
- 13 septembre : assassinat de Pierre-Jean Massimi, secrétaire général du département de la Haute-Corse[39].

- 25 septembre :

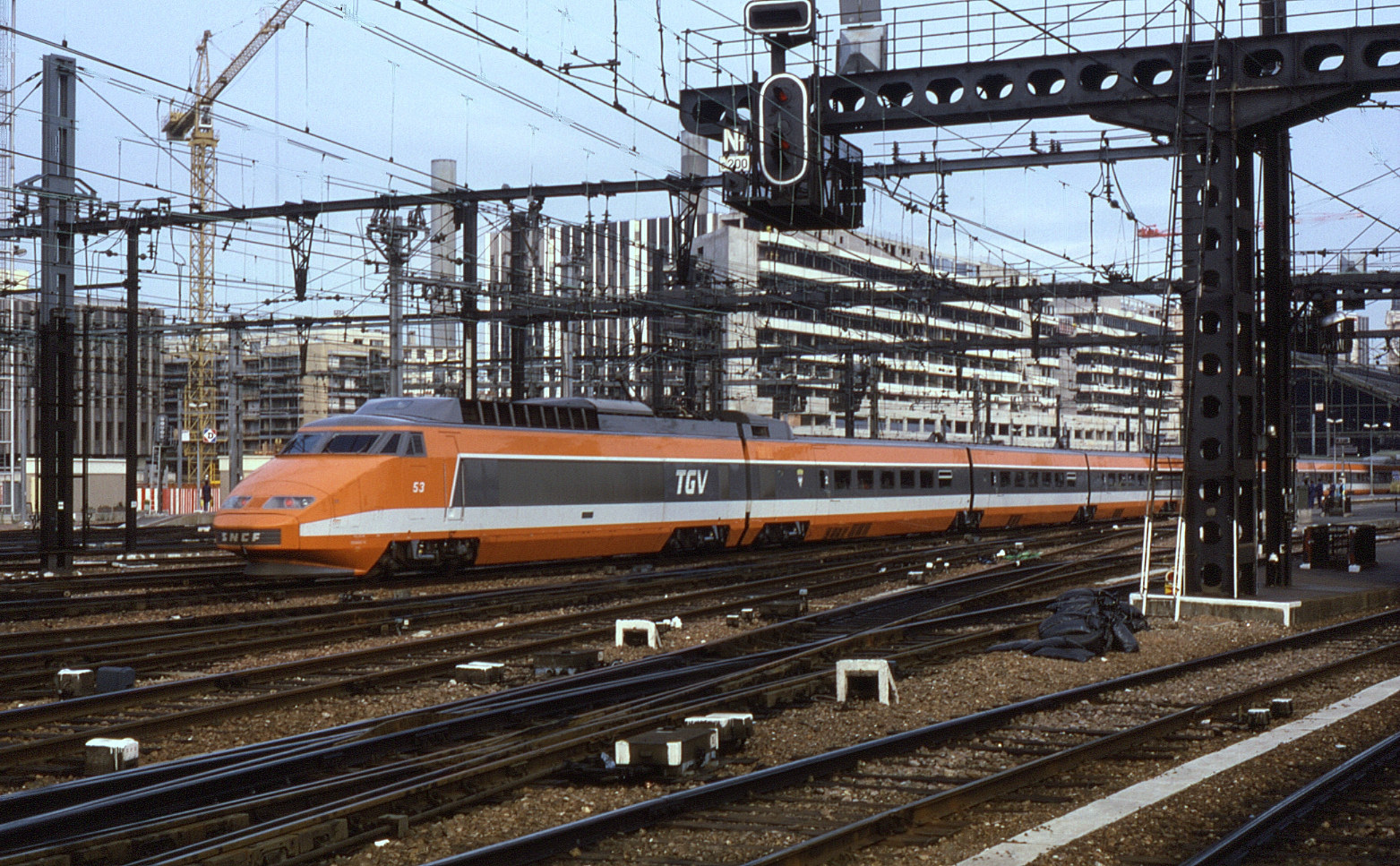
Un TGV à Paris-Gare-de-Lyon en 1985.

  - le TGV relie Lyon à Paris-Gare-de-Lyon en moins de 2 heures à la suite de l’ouverture de la LGV de Vergigny à Lieusaint en Seine-et-Marne et ouverture aussi de la Gare de Lyon-Part-Dieu [40].
  - succès de l'opposition de droite aux élections sénatoriales[41].
- 30 septembre : première du spectacle Cocteau-Marais au théâtre de l'Atelier à Paris, conçu et réalisé par Jean Marais et Jean-Luc Tardieu et interprété par Jean Marais[42].

### Octobre
- 7 octobre : opération Sucre. Cinq Super-Étendard décollent de la base d'aéronautique navale de Landivisiau (Finistère) pour rejoindre l'Irak[43].
- 15 octobre : une « Marche pour l'égalité » composée de vingt-cinq personnes part de Marseille[44].
- 23 octobre : 58 parachutistes français meurent dans l'attentat du « Drakkar » au Liban[14].
- 28-30 octobre : congrès du  Parti socialiste à Bourg-en-Bresse[45].

### Novembre
- 14 novembre : le jeune Algérien Habib Grimzi est assassiné par défenestration pour des motifs racistes[44].
- 20 novembre : présentation de la Renault 25 au Journal de 20H sur Antenne 2[46]. Elle est commercialisée le 1er mars 1984[47].
- 21 novembre : le Prix Goncourt est décerné à Frédérick Tristan pour son roman Les Égarés au 2e tour de scrutin[48].

### Décembre
- 3 décembre : arrivée à Paris de la grande Marche pour l'égalité et contre le racisme qui rassemble alors 100 000 personnes. François Mitterrand reçoit une délégation des marcheurs qui obtient la promesse d'une loi sur la création du titre unique de séjour et de travail de dix ans (loi du 17 juillet 1984)[44] ; l'emploi du terme de « Beur » se banalise dans la presse pour décrire la seconde génération d'origine maghrébine[30].
- 7 décembre : grève avec occupation des usines Talbot à Poissy contre les licenciements ; le conflit dure jusqu'au 11 janvier 1984[44].
- 17 décembre : accord entre les pouvoirs publics et le groupe PSA sur les licenciements négocié par Jack Ralite, ministre de l'emploi[49] ; le nombre de licenciements est réduit à 1905.
- 31 décembre : un attentat revendiqué par Carlos dans le TGV Paris-Marseille fait 5 morts[9].

## Naissances en 1983
- 3 janvier : Pascal Oillic, prof d'histoire-géo
- 26 janvier : Dimitri Szarzewski, rugbyman
- 21 février : Mélanie Laurent, actrice
- 7 avril : Franck Ribéry, footballeur
- 1er mai : Alain Bernard, nageur
- 13 mai : Grégory Lemarchal, chanteur († 30 avril 2007)
- 3 août : Christophe Willem
- 9 novembre : Jennifer Ayache,chanteuse
- 15 novembre : Laura Smet, actrice
- 22 novembre : Emma Daumas, chanteuse

## Décès en 1983
- 27 janvier : Louis de Funès, acteur français. (° 31 juillet 1914), à la suite d'un nouvel accident cardiaque, à Nantes.
- 11 juin : Fabrice Emaer, propriétaire du Palace, meurt d'un cancer (° 1er mai 1935).
- 26 septembre :
  - Maurice Ponte, physicien français, membre de l'Académie des sciences. (° 5 avril 1902).
  - Tino Rossi, chanteur français. (° 29 avril 1907).